# Foglie al gelo
Foglie al gelo è un singolo del cantante italiano Francesco Gabbani, pubblicato il 9 dicembre 2016 come unico estratto dalla colonna sonora Poveri ma ricchi - Colonna sonora originale.

## Descrizione
Si tratta del tema portante del film Poveri ma ricchi, diretto dal Fausto Brizzi. A proposito di questa collaborazione il cantautore ha dichiarato: 
Il singolo è stato in seguito inserito nel terzo album di Gabbani Magellano, uscito l'anno seguente.

## Video musicale
Il videoclip alterna scene tratte dal film intervallate da un playback di Francesco Gabbani realizzato sulle Alpi Apuane dal regista Gabriele Lucchetti.

## Tracce
1. Foglie al gelo – 3:25